# Tristan Lake Leabu
Tristan Lake Leabu (Los Angeles, 19 agosto 1999) è un attore statunitense di origini rumene famoso per aver interpretato dal 2016 al 2020 il ruolo di Reed Hellstrom in Febbre d'amore.

## Biografia
Leabu è nato a Los Angeles, California, il 19 agosto 1999, da Jeff Leabu, artista e modello di discendenza rumena e scandinava, e Jennifer Leabu. Ha una sorella minore, Aria Lyric Leabu, anche lei attrice.
Leabu ha debuttato come attore recitando la parte di Jason White, il figlio di Lois Lane, nel film del 2006 Superman Returns. Per la sua interpretazione ha vinto nel 2007 il Young Artist Award for Best Performance in a Feature Film – Supporting Young Actor e ha ottenuto una nomination come miglior giovane attore ai Saturn Awards del 2007.
Nel 2016 è entrato a far parte del cast della soap opera Febbre d'amore nel ruolo di Reed Hellstrom.

## Filmografia

### Cinema
- Superman Returns, regia di Bryan Singer (2006)
- Chester, regia di Cameron McHarg - cortometraggio (2011)
- Least Among Saints, regia di Martin Papazian (2012)
- All American Christmas Carol, regia di Ron Carlson (2013)
- Too Cool for School, regia di Kevin Phillips - cortometraggio (2015)
- Losing in Love, regia di Martin Papazian (2016)
- Crowbar Smile, regia di Jamie Mayer - cortometraggio (2017)
- Dead Ant, regia di Ron Carlson (2017)
- La lista dei fan**lo (The F**k-It List), regia di Michael Duggan (2020)

### Televisione
- Il passato di una sconosciuta (While the Children Sleep), regia di Russell Mulcahy – film TV (2007)
- Hawaii Five-0 – serie TV, 1 episodio (2012)
- Lo spirito del Natale (The Christmas Spirit), regia di Jack Angelo – film TV (2013)
- Febbre d'amore (The Young and the Restless ) – serie TV, 114 episodi (2016-2020)

## Doppiatori italiani
- Manuel Meli in La lista dei fan**lo

## Riconoscimenti
- 2006 – The Stinkers Bad Movie Awards
  - Nomination The Spencer Breslin Award for Worst Performance by a Child per Superman Returns
  - Nomination Worst On-Screen Hairstyle per Superman Returns
- 2007 – Young Artist Award[3]
  - Miglior performance in un film - Giovane attore non protagonista per Superman Returns
- 2007 – Saturn Award
  - Nomination Miglior attore emergente per Superman Returns
- 2018 – Premio Emmy[6]
  - Nomination Miglior giovane attore in una serie drammatica per Febbre d'amore